# Svenska kyrkan i New York
Svenska kyrkan i New York (engelska: Church of Sweden New York) är en av Svenska kyrkans utlandsförsamlingar. Den bildades första advent 1873, då Evangeliska Fosterlandsstiftelsen började hålla gudstjänster för sjömän, under Johan Swärds ledning. Efter att ha bedrivit sin verksamhet från diverse platser i New York, förvärvade man år 1978 Talcott Building i Midtown. 
Fastigheten bebyggdes år 1921 av Mrs. Henrietta E. Francis Talcott, som en gåva till The New York Bible Society. Spåren av dess ursprungliga ändamål och verksamhet syns tydligt i byggnadens ornament, såväl ut- som invändigt. Efter att Svenska kyrkan förvärvade fastigheten 1978 anpassades dess lokaler för de nya ändamålen. Numera bedrivs caféverksamhet på entréplan, på källerplan finns ett större kök samt allrum och på andra våningen finns kapell, sakristia och sammanträdesrum. De övriga våningarna är avskilda för personalbostäder.  
I kapellet, som präglas av dess gotiska fönster och ljusa färger, finns en orgel importerad från Sverige, tillverkad av Walter Thur. Utöver andakter, gudstjänster och högmässor är kapellet mycket populärt för vigslar. 
Under 2013 genomgick byggnaden en omfattande utvändig renovering. 

## Kyrkoherdar
| Ämbetstid | Namn                | Levnadstid | Övrigt |
| --------- | ------------------- | ---------- | ------ |
| 2015–2016 | Pether Ström Broman | 1955–      | [ 2 ]  |

### Komministrar
| Ämbetstid | Namn            | Levnadstid | Övrigt |
| --------- | --------------- | ---------- | ------ |
| 2014–2016 | Joachim Franzén | 1985–      | [ 2 ]  |

### Diakoner
| Ämbetstid | Namn      | Levnadstid | Övrigt |
| --------- | --------- | ---------- | ------ |
| 2015–2016 | Maja Inde | 1980–      | [ 2 ]  |

### Fotnoter
1. ↑  ”Svenska kyrkan i New York”. Svenska kyrkan. http://www.svenskakyrkan.se/default.aspx?id=653390. Läst 10 september 2014.
2. 1 2 3   Matrikel 2016: Svenska kyrkan (69:a utgåvan). Stockholm: Verbum. 2016. sid. 418. ISBN 978-91-5263615-2